# Wim van Dinten
Wim L. van Dinten (Leiden, 1940) is een epistemoloog, Nederlands organisatiekundige, cultureel antropoloog en politiek-filosoof. Als directeur Strategie van de coöperatieve Rabobank werd hij in de tachtiger en negentiger jaren geconfronteerd met paradigmatische overgangen in organiseren. Binnen de Rabobank zag dat eruit als verlies van variëteit in beleid en organiseren, verlies aan sociale samenhang en een overgang naar systeemgedreven vormen van organiseren. Het werd duidelijk dat de meeste mensen in de samenleving anders in de wereld waren komen te staan, aan verschijnselen een andere betekenis gaven.
Daarnaast voelde men binnen de Rabobank druk om een internationaal bedrijf op te zetten dat klanten wereldwijd kon ondersteunen. Het leidde tot de vraag wat een Nederlandse coöperatieve bank internationaal te bieden had en in welke culturen dat tot gelding kon komen. Het was een andere prikkel die leidde tot zijn zoektocht naar vormen van betekenisgeving en hoe die in gedrag van mensen tot uitdrukking komen. Als afsluiting van zijn periode bij de Rabobank bracht hij in 2002 het boek Met gevoel voor realiteit, over herkennen van betekenis bij organiseren uit.
Hij richtte in 2002 samen met Imelda Schouten Stichting Sezen op, waarin de zoektocht naar de verschijningsvormen en werking van betekenis en betekenisgeving werd voortgezet. In 2022 verscheen het boek Realiteit en werkelijkheid. Daarin wordt beschreven hoe via ervaringsleren de oriëntatie van mensen kan verbreden, waarmee paradigmatische veranderingen tot stand kunnen komen. De opbrengst ervan is dat er een evolutionair pragmatische benadering blijkt te zijn om crises versneld te laten imploderen.

## Levensloop
Van Dinten volgde de mulo en bij de HTS Den Haag elektrotechniek. Hij studeerde daarna wiskunde aan de Technische Universiteit Delft.
Vanaf 1968 ontwikkelde hij voor Philips in het Klinisch Chemisch Laboratorium van het Rotterdamse Dijkzigtziekenhuis de eerste versie van een laboratorium systeem in Nederland en werd aansluitend hoofd van de groep Systeem-markt-ontwikkeling in de Gezondheidszorg.
Na de fusie tussen de Raïffeisen- en Boerenleenbank kreeg hij eind 1973 de leiding over de automatisering van de Rabobank. In 1982 werd hij voorzitter van het Europese platform Bank Operations voor directeuren van automatiseringsdivisies van de grote West-Europese banken. Via dit platform werd overeenstemming bereikt over het gebruik van de open architectuur voor communicatie en werd marktleider IBM gedwongen deze voor Europa te accepteren, naast haar eigen SNA-architectuur. Hij is een van de twee statutaire oprichters van Het Expertise Centrum, dat de overheid adviseert op het terrein van informatievoorziening.
In 1984 werd hij directeur strategie van de Rabobank waar hij o.a. samenwerkte met Pierre Lardinois, Herman Wijffels, Otto W.A. baron van Verschuer, Wim Meijer. In seminars van de Rabobankacademie nodigde hij sprekers uit over ontwikkelingen in de samenleving, politiek en organisaties.
Hij was sterk voorstander de Rabobank coöperatief te houden en slaagde erin dat over te brengen op de hele organisatie. Zijn gelijk is moeilijk aan te tonen, maar feit is dat de Rabobank in 2008 minder gevoelig bleek voor de kredietcrisis (of beter: systeemcrisis) in de bankwereld.
In 1987 werd hij bijzonder hoogleraar Bedrijfskundige Analyse en Synthese aan de Erasmus Universiteit. Hij werd vanaf het begin door Uri Rosenthal en Roel in 't Veld gevraagd als docent aan de Nederlandse School voor Openbaar Bestuur (NSOB) die door hen in 1988 werd opgericht. Hij was er 12 jaar kerndocent.
In 1999 schreef hij met Alexander Rinnooy Kan en Rijkman Groenink over de gevolgen van internet voor het Nederlands bankbedrijf, waarin hij wederom als uitgangspunt de samenleving kiest en hoe mensen daarin acteren. In dat jaar verliet hij de Rabobank. Op grond van zijn bijdragen binnen de Erasmus Universiteit, de Rabobank en de NSOB kreeg hij bekendheid als organisatiekundige.
De rede waarmee hij als bijzonder hoogleraar in 1989 aantrad stond aan het begin van de zoektocht: hoe staan mensen in de wereld en hoe brengen ze dat in hun manier van organiseren tot uitdrukking? In het internationale banknetwerk werd hij geconfronteerd met vragen van managers die merkten dat de leerstof van westerse universiteiten niet werkte of spanningsvol uitpakte in culturen van niet-westerse landen. De probleemstelling in zijn werk is te omschrijven als: welke patronen in betekenisgeving zijn in het gedrag van mensen te herkennen en onder welke invloeden veranderen die?
Stichting Sezen biedt sinds 2002 een omgeving voor die zoektocht en heeft in de loop van de tijd initiatieven, visies, boeken, rapporten, workshops en vlogs opgeleverd. Er zijn verbindingen met Sezen Academy (opleidingen), Bascole (advies en begeleiding) en het Centrum voor Perspectiefontwikkeling.

## Werk
Het werk van Van Dinten wordt sociologisch, (rechts)filosofisch, politiek, bedrijfskundig en antropologisch geïnterpreteerd. Hij gebruikt het begrip betekenisgeving voor de patronen die mensen in het dagelijks leven - in hun denken, doen, besluiten en oordelen - vertonen.
In de boeken is een evolutie zichtbaar in de inzichten en verwoording die hij daarin heeft opgedaan.
Het eerste boek bevat grondslagen die in het latere werk worden uitgewerkt en verfijnd.

### Met Gevoel voor Realiteit (2002)[1]
Van Dinten laat erin het verband zien tussen waarnemen en denken en hoe die twee in elkaar overgaan. Hij komt met een nieuwe referentie voor het waarnemen van evoluties. Hij beschrijft ze als stadiumgewijs verlopende processen die tezamen met tal van andere opgaan en kunnen worden waargenomen. Hij noemt zo’n proces ‘stavolutie’ en bespreekt hoe stadiumgewijs levensvormen ontstaan die beschikken over intelligentie en organiserend vermogen.
Van Dinten staat stil bij verschillende manieren waarop mensen in de wereld staan. Hij gebruikt daarvoor het begrip oriëntatie en definieert dat als: de vooringenomenheid waarmee iemand betekenis geeft aan zichzelf en de wereld om zich heen. Iemands oriëntatie ligt ten grondslag aan het persoonlijk oordeelsvermogen en manier van handelen. Je kunt er culturen mee kenmerken als je ziet dat een oriëntatie daarin domineert. Van Dinten beschrijft vier fundamenteel verschillende patronen die mensen in hun oriëntatie laten zien: zelfreferentieel, rationeel, sociaal en open. Ieder mens ontwikkelt een eigen combinatie, waarbij het ene patroon sterker kan zijn ontwikkeld dan het andere. Van Dinten gaat in op vragen als: kunnen organisaties culturele verschillen tot uitdrukking brengen in hun dienstverlening? Hebben ze het vermogen klanten echt te helpen op grond van wat klanten belangrijk vinden? Hoe kun je in het gedrag van iemand of van een organisatie oriëntaties herkennen? Kun je daarmee het gedrag van zo’n persoon of organisatie voorzien of inschatten? Hij introduceert het begrip rationaliteitswig voor het verschijnsel dat mensen gewend zijn rationeel te praten en te denken over niet-rationele betekenisgeving en dan vinden dat ze niet-rationeel bezig zijn.

### Zijn zij gek of ben ik het? (2008)
Dit boek schreef hij samen met Imelda Schouten. Ze beschrijven oriëntaties van mensen en de verschillende manieren waarop die organiseren. De term ‘contextgedreven werken en organiseren’ wordt erin gelanceerd. Dat is wat een dienstverlenende organisatie doet waarin mensen met een open en sociale oriëntatie werken. Zo’n organisatie neemt de vragen en problemen van cliënten als uitgangspunt om hen zo goed mogelijk in hun eigen context te helpen. De organisatie bepaalt niet vanuit zichzelf wat voor een cliënt goed is, maar zoekt in contact met de cliënt uit waar die het meest mee is geholpen en hoe die daarna (zonder de organisatie) weer verder kan. In de politie, in gemeenten, in de zorg is deze term inmiddels in gebruik.
De titel van het boek kaart aan dat mensen een wereld van verschil ervaren tussen wat zij menen dat organisaties zouden moeten doen en wat die laten zien.

### Voorbij het Vanzelfsprekende (2014)
In dit boek is veel aandacht voor invloeden van omgevingen op de (ontwikkeling) van oriëntaties van mensen. In de natuur neem je waar dat alles wat groeit uit wisselwerking is ontstaan. Van Dinten en Schouten spreken erover dat uit wisselwerking allerlei evoluties kunnen voortkomen die niet bij voorbaat vastliggen of als doel te stellen zijn, maar die ontstaan. Dat wordt ook herkenbaar bij mensen. Zodra een mens geboren wordt evolueert die in wisselwerking met anderen en ontwikkelt groepssociale vormen van betekenisgeving. Dat kan eruitzien als gehechtheid, genegenheid, vriendschap en het delen van dezelfde normen.
Een kind zal in wisselwerking met de omgeving op enig moment uitgaan van zichzelf, ontdekken dat het een eigen invloed heeft. In het gedrag van elk zoogdier zijn evolutionaire processen herkenbaar waarin zo’n dier evolutionaire, groepssociale en zelfreferentiële betekenisgeving laat zien. Wij mensen voegen daar nog denken aan toe. Het is wat Van Dinten en Schouten wisselwerking in ons hoofd noemen, en waarmee we in staat zijn om van alles wat uit wisselwerking met de omgeving ontstaat betekenis te geven en onder woorden te brengen.
De vier vormen van betekenisgeving die zo zijn afgeleid kunnen bij mensen in verschillende combinaties worden waargenomen. De precieze verschijningsvorm ervan hangt samen met omgeving en omstandigheden. Het zijn echter zulke duidelijke en sterke patronen dat ze herkenbaar zijn als een vorm van vooringenomenheid. Van Dinten en Schouten geven ze ieder de naam van een oriëntatie.
Ze bespreken in dit boek dat betekenisgeving ook in omgevingen is te herkennen. Een omgeving heeft een invloed die ook in betekenisgeving is uit te drukken. Van Dinten en Schouten noemen het de ‘definitie van de situatie’. Ze laten zien dat er stress ontstaat als er een misfit is tussen iemands oriëntatie en de definitie van de situatie waarin die persoon verkeert. Bijvoorbeeld: je wilt als politie-agent of als zorgverlener tussen de mensen staan, met hen bezig zijn in de wijk of in hun huis, maar de organisatie stelt systemen en procedures en regels voorop. Zo ontstaat stress die kan overgaan in depressiviteit en verlies van toekomstperspectief. Medicalisering en traumatisering kunnen er uitlopers van zijn.
Van Dinten en Schouten laten zien hoe je vormen van betekenisgeving in samenlevingen kunt herkennen en hoe die in hun verschijningsvorm veranderden en resulteerden in vormen die we vandaag de dag meemaken. Het boek eindigt met hoop op herstel van wisselwerking waarin de potentie tot evolutionaire betekenisgeving huist, en de basis is van alle leven.

### Hebben we hier nu voor gekozen? (2015)
Van Dinten bespreekt hoe betekenisgeving continu in ons leven aanwezig is, en een hoofdrol speelt in wie we zijn en hoe we kijken. Hij signaleert dat mensen er niet aan gewend zijn om dat onder woorden te brengen. In deze publicatie doet hij dat. Hij bespreekt hoe oriëntatieverschillen tot conflicten leiden, hoe strijd om de definitie van de situatie ontstaat. En hij laat zien wat er aan vraagstukken en aanpak van problemen (in de politiek, zorg, stadsontwikkeling) verandert, wanneer betrokkenen een breder spectrum van betekenisgeving als referentie in hun denken en doen gaan gebruiken.

### Realiteit en werkelijkheid (2022)
In de Nederlandse taal (en op wikipedia) worden de begrippen realiteit en werkelijkheid als synoniem beschouwd, in dit boek krijgen ze ieder een eigen lading. Onder het begrip Realiteit valt de wereld die we fysiek met elkaar delen, waarin alles uit wisselwerking ontstaat en betekenis krijgt. Daarin gebruiken mensen drie grondvormen van betekenisgeving: evolutionaire, groepssociale en zelfreferentiële betekenisgeving. Werkelijkheid ontstaat uit hoe mensen realiteit interpreteren en wat ze er met hun creativiteit en ordenend vermogen aan toevoegen.

#### Deel 1: Alle leven is betekenisgeving
In het eerste deel laten de auteurs zien hoe de drie grondvormen van betekenisgeving uit wisselwerking ontstaan bij zoogdieren. De vierde vorm - die niet tot de grondvormen wordt gerekend - is typisch menselijk en wordt rationele betekenisgeving genoemd. Ze maken duidelijk dat er niet meer dan deze vier vormen zijn die bij mensen in hun dagelijkse doen herkenbaar zijn. In deze tijd gaan mensen vooral uit van zichzelf en ze zetten hun rationaliteit in om de grondvormen van betekenisgeving te verwoorden. Ze gebruiken van die grondvormen wat hen uitkomt. Die grondvormen krijgen zo een functionele vertolking. Ze noemen het de rationaliteitswig: je kunt de grondvormen van betekenisgeving functioneel gebruiken, maar je mag dit niet verwarren met het idee dat die grondvormen in hun essentie in jouw doen herkenbaar zijn.
Waren de vormen van betekenisgeving er eerder dan religies of andersom? Aan de hand van deze vraag presenteren Van Dinten en Schouten de grondslagen van hindoeïsme, boeddhisme, judaïsme, christendom en islam en de vormen van betekenisgeving die erin herkenbaar zijn.
Ze beschrijven hoe iedereen patronen ontwikkelt en daar voortdurend vanuit gaat: vanuit de eigen oriëntatie oordeelt en handelt. Naarmate die oriëntatie smaller en meer naar binnen gekeerd is, neemt het lerend vermogen af. Er zijn ook patronen in het handelen waar te nemen, pragmatisme. Evolutionair pragmatisme krijgt bijzondere aandacht omdat die in de westerse wereld onder invloed van groeiende werkelijkheden in gedrag en organiseren nog maar weinig invulling krijgt. Deel 1 eindigt met macht. Hoe stellen mensen in hun omgeving een definitie van de situatie in zodat ze hun eigen oriëntatie en eigen gedrag kunnen doorzetten? Organisaties zijn er het toonbeeld van. Van Dinten en Schouten noemen het ‘Wil tot macht’ en verbreden dit begrip dat Nietzsche oorspronkelijk introduceerde. Publiekelijk wordt het zichtbaar wanneer regeringen gebruik maken van wetten, het recht en systemen of zelfs wapens en geweld om aan de samenleving hun definitie van de situatie op te dringen.

#### Deel 2: De toestand die is ontstaan
Betekenisgeving is van alle tijden. In dit deel wordt de opkomst en evolutie van vooral rationele betekenisgeving besproken en de invloed ervan op de grondvormen van betekenisgeving. Via religie, bouwwerken, inrichting van omgevingen, voorwerpen, hulpmiddelen en kennis worden bereikte evoluties doorgegeven aan volgende generaties. Op enig moment in de tijd ontstaan de Amerikaanse en Europese democratieën. In de Amerikaanse vorm domineren zelfreferentiële en rationele en in de Europese vorm rationele en zelfreferentiële betekenisgeving. De volgorde is belangrijk. Wisselwerking waarin de potentie tot evolutie huist is in beide vormen vanaf het begin aan God toevertrouwd, evolutionaire betekenisgeving hangt erbij. Groepssociale betekenisgeving wordt als een recht gezien, in plaats van genegenheid, verbondenheid en vangnet die in wisselwerking met anderen in je omgeving worden opgebouwd.
Van Dinten en Schouten staan stil bij Darwin en Wallace die lieten zien dat uit wisselwerking soorten van leven ontstaan die zich aanpassen aan de omgeving. De katholieke kerk ervoer hun bevindingen als aantasting van haar machtspositie. Paus Leo XIII bestempelde evolutie als speculatie en legde de middeleeuwse leer van Thomas van Aquino als grondslag op. Mensen mochten alles rationeel tegemoet treden, maar wat ze niet konden verklaren moest als invloed van God beschouwd worden. Evolutionaire betekenisgeving en evolutionair pragmatisme kregen geen aandacht in christelijk onderwijs en opvoeding. Het beeld dat God de natuur voor de mens heeft geschapen en door mensen naar willekeur mag worden gebruikt, zonder verantwoordelijkheid ervoor te voelen, werd ermee opgeroepen.
De auteurs beschrijven hoe wetenschap en technologie in de 19e en 20ste eeuw evolueerden tot een vorm die leven bedreigt en leefbaarheid aantast. Natuurkundige wetenschap en technologie zijn er een voorbeeld van. Duidelijk wordt dat medische wetenschap een belangrijke rol speelde in de explosieve groei van de wereldbevolking. Van Dinten en Schouten laten zien op welke manier de industriële vorm van organiseren aardse resources uitputten en de omgeving zo aantast dat biodiversiteit sterk wordt gereduceerd en dat proces gaat maar door.
De auteurs laten zien dat vooral in de 20ste eeuw vervoersmiddelen en materiële welvaart uitnodigden tot versterking van zelfreferentiële-rationele betekenisgeving. En de huidige ordening van de maatschappij nodigt daartoe uit. John Stuart Mill schreef in On Liberty in 1859: mensen mogen uitgaan van zichzelf, maar wat ze presteren wordt beoordeeld aan wat het voor de samenleving betekent. Een eeuw later werd dat: mensen mogen uitgaan van zichzelf en hun prestaties beoordelen ze aan wat het hen oplevert. Wat het oplevert wordt door mensen met een oriëntatie waarin ze uitgaan van zichzelf en hun rationaliteit in geld uitgedrukt. Die overgang is bekend komen te staan als neoliberalisme. Alles lijkt maakbaar, ook dat wat alleen uit wisselwerking en evolutie kan ontstaan. Het markeert de toestand in deze tijd.

#### Deel 3: Naar een hoopvolle toekomst
In deel 3 gaan Van Dinten en Schouten ervan uit dat door wisselwerking te herstellen we weer zicht krijgen op een hoopvolle toekomst. Rationele betekenisgeving mag niet langer stevig domineren, maar moet helpend worden ingezet om evolutionaire en groepssociale betekenisgeving te herstellen. De auteurs laten zien dat televisietechnologie en hoe die wordt gebruikt evolutionair pragmatisme in de weg zit. Ze beschrijven de omstandigheden en infrastructuur die nodig zijn om voorstellingen te kunnen geven die kunnen evolueren tot visie, wat het hart is van evolutionair pragmatisme.
Ze geven voorstellingen van een democratie die van beneden naar boven is opgebouwd, inclusief een rechtstelsel waarin alle vormen van betekenisgeving tot gelding kunnen komen. Ze beschrijven dat mensen met een brede oriëntatie nodig zijn en geven aan hoe die versneld beschikbaar kunnen komen door in ervaringsleren alle vormen aan te reiken.
Ze staan ze stil bij de vraag hoe het primair en voortgezet onderwijs eruit zou moeten zien waarin alle vormen van betekenisgeving herkenbaar worden aangereikt en in de oriëntatie worden opgenomen.
Ze staan stil bij wat mogelijk is zodra mensen vanuit een brede oriëntatie aan de slag gaan. Ze geven een voorstelling van wonen en bouwen in verbinding met een landschappelijke omgeving en de stad, hoe uitgaan van wisselwerking alle dienstverlening verandert. Ze staan stil bij een ander type milieuorganisatie die niet uitgaat van dwang tot veranderen, maar uitgaat van mensen helpen en het hen mogelijk maken te veranderen. Ze laten zien hoe een en ander uitpakt en aansluit bij de paradigmatische veranderingen in landbouw en veeteelt.
Ze laten zien dat coöperaties countervailing power hebben tegenover kapitalistische organisaties, en hoe leidinggevenden met een brede oriëntatie te werk gaan. En passant raak je thuis in de wereld van paradigmatische overgangen en heb je impliciet meegekregen dat:
- Op vrijwel alle terreinen die de auteurs raken lopen er al processen die overeenkomen met wat zij aanreiken.
- Politiek wordt door de auteurs beschouwd als proces waarin mensen met elkaar uitzoeken wat een passende definitie van de situatie is. Dit inzicht helpt om te komen tot paradigmatische overgangen.
- Overgang op een ander paradigma kan niet zonder crises verlopen. Een crisis kun je uitlezen als teken dat er meerdere paradigma’s in het spel zijn die onderling spanning opleveren.
- Alleen zij die over alle vormen van betekenisgeving beschikken en dit als referentie voor oordeelsvorming en handelen gebruiken, zijn in staat om bij paradigmatische veranderingen leiding te geven.
- Wie het unieke van elk individu, van het leven in elke omgeving en omstandigheid respecteert, zal dat niet onuitgenodigd aantasten met producten of de export van organisaties uit andere culturen. Het is de opmaat tot afbouw van globalisatie en vermindering van groei van de wereldbevolking.
- Resultaten in onderwijs, zorg, dienstverlening kunnen onmogelijk worden overtroffen door systemen en apparaten die wisselwerking vervangen.
- Technologie en wetenschap liggen niet meer als vanzelfsprekend op de route naar vooruitgang.
- Economische benaderingen zijn niet in staat evolutionaire betekenisgeving en evolutionair pragmatisme te honoreren, maar tasten die juist aan.

## Publicaties
- De betekenis van de automatisering voor de ontwikkeling van het Nederlands bankbedrijf (W.L. van Dinten, J.W. van Dijk, P.J.W. Friso) – NIBE pre-adviezen, jaardag 1978.
- De coöperatie die Rabobank heet (H.R. van Gunsteren, G. Broekstra, B. Kee, E.A. Rinnooij Kan, P. Kuypers, W.L. van Dinten)– SMO-notitie 1998, ISBN 90-6962-146-0.
- Democratie, dimensies en divergenties – Van Descartes via Darwin naar Guéhenno (J.K.M. Gevers, C.J.M. Schuyt, H.R. van Gunsteren, W.L. van Dinten) – VUGA/Rabobank 1996, ISBN 90-5250-553-5.
- De invloed van e-commerce op het bankbedrijf (W.L. van Dinten, R.W.J. Groenink, A. Rinnooij Kan)- NIBE-SVV, ISBN 978-90-5516-143-0.
- Landbouw en samenleving: Etalage van maatschappelijke vraagstukken – essay voor de verkenning ‘veranderende relaties tussen landbouw en maatschappij op weg naar 2015’. – NRLO-rapport 197/41, ISBN 90-5059-052-7.
- Maatschappelijke verantwoordelijkheid van organisaties – over invloed op sociale cohesie en levensgeluk (W.L. van Dinten, F. Trompenaars, J.C.M. Leijten, R. Scheerens, T. Beckers), SMO-notitie 1997, ISBN 90-6962-138-X.
- Met gevoel voor realiteit – over herkennen van betekenis bij organiseren, 2002 Eburon, stichting Sezen, ISBN 90-5166-850-3.
- Zijn zij gek of ben ik het? – Hoe je oriëntaties gebruikt bij organiseren (W.L. van Dinten, I.F.M. Schouten), 2008 Eburon, stichting Sezen, ISBN 978-90-79768-01-1.
- Voorbij het vanzelfsprekende – Op safari in de wildernis van betekenisgeving (W.L. van Dinten en I.F.M. Schouten), 2014 Prometheus – Bert Bakker, ISBN 978-90-351-4124-7.
- "Hebben we hier nu voor gekozen?", 2015 Eburon, Stichting Sezen, ISBN 978-90-79768-028.
- Realiteit en Werkelijkheid, vooruitgave (W.L. van Dinten, I.F.M. Schouten), 2022 Eburon, Stichting Sezen, ISBN 978-907-976-8035.
- Realiteit en Werkelijkheid – Naar een hoopvolle toekomst (W.L. van Dinten, I.F.M. Schouten), 2022 Eburon, Stichting Sezen, ISBN 978-907-976-8035.